# キャプテン・ニモ
「キャプテン・ニモ」（Captain Nemo） は、スウェーデンのバンド、ダイブ（Dive）のデビュー・シングルだった曲。作詞・作曲はChris Lancelot（通称 Krister Linder）、Erik Holmberg。1990年作品。バンド自体は 3枚のアルバムをリリースした後、4枚目を完成させることなく、それぞれプロデューサーなどのソロ活動に移っている。

## サラ・ブライトマン版
サラ・ブライトマンの「キャプテン・ニモ」は、アルバム『ダイヴ』（Dive）からの第1弾シングルである。収録曲2曲とも、アルバムとは別ヴァージョンで、希少価値は高い。表題曲は神秘的な電子音に始まり、最後はかなりラウドに盛り上がる曲。

### 解説
深海をテーマにしたコンセプト・アルバム『ダイヴ』からの第1弾シングル。海外盤は4曲入り・12cm CDだったが、当時の日本のシングルは8cm CDが主流だったことから、2曲入り・8cm CDシングルでリリースされた。販売はポリドールより。
『ダイヴ』は、エニグマへの参加でも知られるフランク・ピーターソンのプロデュース。心地よい電子音と、サラのクリスタルの歌唱が融合した作風である。そして、「キャプテン・ニモ」の作曲者に敬意を表し、彼らのバンド名「Dive」をアルバム・タイトルに戴いたことが分かる。
「キャプテン・ニモ」とは、ノーチラス号のネモ船長のことである。「5、4、3、2、1!」のカウントダウンまで飛び出す異色の曲。『海底二万里』では、ネモ船長は巨大な渦の中へ消えるが、この歌では微笑みを浮かべてクジラの群れの中へ消えたことになっている。

### 日本盤での曲目の誤表記
当時ポリドールから出ていた日本盤は、曲目の表記が間違っていた。実際のカップリング曲は「When It Rains In America」であるにもかかわらず、「Island (Album Version)」となっていた。これは、4曲入りの海外盤から2曲を選び出す際に、取り違えたものと思われる。

### 曲目

#### Japanese 8cm CD Single (2 tracks)
1. キャプテン・ニモ（ラジオ・エディット） - 4:10
Captain Nemo (Radio Edit)
2. ホェン・イット・レインズ・イン・アメリカ（アナザー・ヴァージョン） - 3:50
When it Rains in America (Another Version)

#### EU / USA 12cm CD Single (4 tracks)
1. Captain Nemo (Radio Edit) - 4:10
2. When It Rains In America (Another Version) - 3:50
3. Island (Album Version) - 4:22
4. Captain Nemo (Extended Album Version) - 6:07

### ヴァージョン違い
- 表題曲「Captain Nemo」は、ラジオ向けのエディット・ヴァージョン。日本で言うところのシングル・ヴァージョンである。
- 問題は「When It Rains In America」である。海外の公式サイトでも、ネットCDショップでも、自信を持って "Album Version" と書いてあるが、どう聴いてもアルバムとは違う。アルバムは遠くで雨の音が聞こえ、雷鳴と共に演奏がスタートするが、シングル収録のものは、ミュージカルの1シーンと思われる舞台の様子からスタートする。
- 「Island」はアルバムと同一ヴァージョン。従ってレアな別ヴァージョンを選んだ国内盤の選択は正しかったと言える。
- 最後のトラックは "Extended Album Version" とあるが、実はアルバムと同一。アルバム『ダイヴ』は、インストゥルメンタル曲の Track 1.「Dive」から連続演奏で Track 2.「Captain Nemo」に雪崩れ込むが、これを丸ごと収録したもの。「Dive 〜 Captain Nemo」と表記した方が親切かもしれない。